# Puzîrkî, Kozeatîn
Puzîrkî (în ucraineană Пузирки) este localitatea de reședință a comunei Puzîrkî din raionul Kozeatîn, regiunea Vinnița, Ucraina.

## Demografie
Componența lingvistică a localității Puzîrkî
     Ucraineană (99,49%)
     Alte limbi (0,52%)
Conform recensământului din 2001, majoritatea populației localității Puzîrkî era vorbitoare de ucraineană (99,49%), existând în minoritate și vorbitori de alte limbi.

## Legături externe
- pl Puzyrki (2) în Dicționarul geografic al Regatului Poloniei și al altor țări slave, volum IX (Poźajście — Ruksze) 1888